# 黃珂
黃珂（1449年—1522年），字鳴玉，號蕨山，四川承宣布政使司潼川州遂寧縣（今四川省遂寧市）人，明朝政治人物，官至南京工部尚書。

## 生平
成化二十年（1484年）甲辰科三甲十三名進士，授龍陽縣知縣，丁父母忧，服阕，弘治六年（1493年）擢升陕西道監察御史，巡视東城，出按貴州等地，整理當地吏治官民，奏劾巡撫錢鉞、總兵官焦俊等罪，改巡按京畿顺天等府，督修内皇城，征贵州土官米魯，任监军及紀功御史。升山东按察司副使，巡视海道，正德三年（1508年）升任山西按察使。正德四年（1509年），升都察院右僉都御史，巡撫延綏。并參與平定安化王朱寘鐇謀反。正德六年（1511年），與總兵官馬昂督軍戰，平定亦不剌寇亂。同年秋，入為戶部右侍郎，總督倉場。改刑部左侍郎。寧王朱宸濠意圖恢復護衛，黃珂堅持阻擋。正德九年（1514年），升任南京右都御史，十一年拜南京工部尚書，之後致仕。嘉靖元年十二月卒，享年七十四，贈太子少保，謚簡肅。